# Conseil des ministres des Affaires étrangères
Le Conseil des ministres des Affaires étrangères (CMAE) est une instance diplomatique instituée par les « Trois Grands » lors de la conférence de Potsdam. Le CMAE comprend les ministres des Affaires étrangères représentant les cinq principales puissances, la Chine, les États-Unis, la France, le Royaume-Uni et l'Union soviétique. L'objectif assigné à cette instance est de continuer le travail préparatoire nécessaire aux règlements de paix et de traiter toutes autres questions qui pourraient, de temps à autre, être déférées au conseil par accord entre les gouvernements parties à ce conseil.
Le CMAE a essentiellement fonctionné entre 1945 et 1949, soit durant la période d'occupation complète de l'Allemagne jusqu'à sa division. Trois sessions additionnelles eurent lieu entre 1954 et 1959.

## Dispositions de la conférence de Potsdam
Les dispositions de la conférence de Potsdam relatives à la création du conseil des ministres des Affaires étrangères couvrent les objectifs et les modalités pratiques de ses réunions. L'article I du protocole de la conférence est consacré au CMAE.

### Objectifs
Selon le texte du protocole : « À titre de tâche immédiate et importante, le conseil sera autorisé à élaborer, en vue d'être soumis aux Nations Unies, des traités de paix avec l'Italie, la Roumanie, la Bulgarie, la Hongrie et la Finlande et à proposer des règlements aux questions territoriales pendantes au moment où se terminera la guerre en Europe ».
En outre, « le conseil sera employé à préparer un règlement de paix pour l'Allemagne en vue de son acceptation par le gouvernement de l'Allemagne lorsqu'un gouvernement approprié sera établi ».

### Modalités
Les modalités des sessions sont très souples. Le protocole prévoit que « le conseil devra normalement se réunir à Londres, qui sera le siège permanent de son secrétariat commun ». En pratique, les réunions se tiendront à tour de rôle dans un des États membres.
Pour l'élaboration des projets de traité de paix, « le conseil sera composé de membres représentant les Etats qui furent signataires des conditions de reddition imposées à l'Etat ennemi en cause. Pour le règlement de paix avec l'Italie la France sera considérée comme une signataire des conditions de reddition pour l'Italie. D'autres membres seront invités à participer lorsque des questions les concernant directement seront discutées ».

## Historique des réunions
Le tableau ci-dessous liste toutes les réunions des ministres des Affaires étrangères des Quatre puissances durant la guerre froide.

### Sessions de 1945 à 1949
Un premier cycle de sessions du CMAE se déroule de septembre 1945 à juin 1949. Chacune de ces six sessions se déroule durant plusieurs semaines, tant sont nombreux les sujets de désaccord entre les anciens Alliés de la Seconde Guerre mondiale et parfois la volonté de faire traîner en longueur les négociations.
Les ministres et leurs adjoints négocient en liaison avec leur chef d'État ou de gouvernement. L'examen de la correspondance entre Molotov et Staline montre que Staline exerce un contrôle très étroit sur son loyal ministre dont l'habileté est pourtant réelle.
Tel que défini par le protocole de Potsdam, le CMAE rassemble les cinq puissances, par ailleurs membres du Conseil de sécurité des Nations unies. Mais la question de savoir quels pays doivent participer à quelles négociations de paix est posée par les Soviétiques lors de la première session et de la session dite « intérimaire » qui suit. Finalement, les négociations relatives au règlement de la guerre en Asie sont séparées, et le CMAE devient dès le début de 1946 l'enceinte de négociation de la paix en Europe par les États-Unis, la France, le Royaume-Uni et l'URSS.
Les sessions du CMAE sont principalement consacrées à l'élaboration des traités de paix entre les Alliés et les nations belligérantes alliées au Troisième Reich en Europe — la Bulgarie, la Finlande, la Hongrie, l'Italie et la Roumanie — ainsi que l'Autriche et l'Allemagne elle-même. Les modalités de la paix avec ces deux derniers pays sont particulières. L'Autriche a été annexée par le Reich et n'est donc pas à proprement parler un pays belligérant ; aussi le traité  à conclure portera le nom de traité d'État. Pour autant, l'Anschluss n'empêche pas que l'Autriche soit considérée comme un pays hostile, qui sera occupé durablement par les Alliés, et auquel des conditions de paix dures sont imposées.
L'Allemagne est un cas encore plus complexe, puisque selon la volonté des Alliés à Potsdam il n'existe plus de gouvernement central allemand avec lequel négocier. Cette situation particulière à pour effet de repousser dans le temps les discussions sur le traité de paix proprement dit, et de focaliser les négociations sur les modalités d'occupation de l'Allemagne décidées par les Alliés mais dont la mise en œuvre se révèle complexe tant la situation du pays et sa population est dramatique et tant sont différends les objectifs réellement poursuivis par les Alliés derrière les accords généraux ou de façade conclus à Potsdam.
Le CMAE atteint le premier objectif qui lui a été assigné : les traités de paix avec l'Italie, la Roumanie, la Hongrie, la Bulgarie et la Finlande sont signés le 10 février 1947. En revanche, les quatrième et cinquième sessions qui se tiennent en 1947 consacrent la rupture entre les trois puissances occidentales et l'URSS. Aucun accord ne se dessinant concernant l'occupation de l'Allemagne et son avenir, les Occidentaux prennent une série d'initiatives que Staline va tenter de contrer en instaurant un blocus de Berlin-Ouest à partir du 24 juin 1948. Grâce au pont aérien, le blocus échoue et les Russes se résignent à le lever le 12 mai 1949 en contrepartie de la tenue d'une nouvelle session du CMAE à Paris en mai et juin 1949.
Cette sixième session s'achève sur un constat d'échec complet. Le communiqué final acte « qu'aucun accord n'a pu être trouvé concernant la restauration de l'unité économique et politique de l'Allemagne », mais précise que la levée du blocus demeure en vigueur et que les consultations doivent se poursuivre et qu'une nouvelle session du CMAE sera organisée.
En pratique, la rupture est complète. La guerre de Corée incite les Américains à renforcer leur présence militaire en Europe et à structurer la défense de l'Europe occidentale autour de l'OTAN. La guerre froide atteint son apogée et les négociations relatives à l'Allemagne et l'Autriche sont figées jusqu'à la mort de Staline le 5 mars 1953.
| Conférence                                        | Ordre du jour | Date ouverture    | Date de fin      |
| ------------------------------------------------- | --- | ----------------- | ---------------- |
| Première réunion du CMAE à Londres                | * Discussion préliminaire des dispositions relatives aux traités de paix, notamment avec l'Italie ; * Demande de l'URSS d'exclure la France et la Chine. | 11 septembre 1945 | 2 octobre 1945   |
| Conférence intérimaire du CMAE à Moscou           | Session entre les États-Unis, l'URSS et la Grande-Bretagne, sans la France et la Chine ; * Accord sur les modalités de préparation des traités de paix avec cinq pays ; * Accord sur les modalités de paix en Extrème-Orient ; * Accord sur l'établissement d'une Commission de contrôle de l'énergie atomique à l'ONU.                                                                              | 16 décembre 1945  | 26 décembre 1945 |
| Seconde réunion du CMAE à Paris (première partie) | * Progrès sur les dispositions du traité de paix avec l'Italie ; * Proposition américaine d'un traité intérimaire de désarmement de l'Allemagne pendant 25 ans, rejetée par les Russes. | 25 avril 1946     | 16 mai 1946      |
| Seconde réunion du CMAE à Paris (deuxième partie) | * Nouveaux progrès sur les traités de paix avec l'Italie et d'autres pays ; * Aucun terrain d'accord sur l'Allemagne et l'Autriche, refus soviétique d'établissement d'agences centrales allemandes pour unifier les quatre zones d'occupation sur le plan économique. | 16 juin 1946      | 12 juillet 1946  |
| Conférence des vingt-et-une nations à Paris       | Préparation des projets de traités de paix avec l'Italie, la Roumanie, la Hongrie, la Bulgarie et la Finlande en présence de tous les belligérants de la Seconde Guerre mondiale en Europe. | 29 juillet 1946   | 15 octobre 1946  |
| Troisième réunion du CMAE à New-York              | Accord sur les traités de paix avec l'Italie, la Roumanie, la Hongrie, la Bulgarie et la Finlande. | 4 novembre 1946   | 12 décembre 1946 |
| Signature des traités de paix à Paris             | Signature des traités de paix avec l'Italie, la Roumanie, la Hongrie, la Bulgarie et la Finlande. | 10 février 1947   | 10 février 1947  |
| Quatrième CMAE à Moscou,                          | Pas d'accord sur les sujets discutés relatifs à l'Allemagne et l'Autriche : * Allemagne, questions économiques : production de charbon, unité économique, réparations ; * Allemagne, questions politiques : établissement d'un gouvernement central, statut de la Ruhr, frontières, procédure d'établissement du traité de paix ; * Traité de désarmement de l'Allemagne ; * Traité avec l'Autriche. | 10 mars 1947      | 24 avril 1947    |
| Cinquième CMAE à Londres,                         | Pas d'accord sur les sujets discutés relatifs à l'Allemagne et l'Autriche : * Frontières de l'Allemagne, formation d'une commission chargée de cette question, intégration économique de la Sarre dans la France ; * Traité de paix avec une Allemagne unie, formation d'un gouvernement central allemand ; Réparations prélevées par l'URSS en Allemagne ; * Projet de traité avec l'Autriche.      | 25 novembre 1947  | 16 décembre 1947 |
| Sixième CMAE à Paris                              | * Question allemande, sans accord ; * Traité avec l'Autriche : accord sur les frontières, les réparations et diverses dispositions. | 23 mai 1949       | 20 juin 1949     |

### Sessions de 1954 et 1955
La nouvelle direction collégiale soviétique, emmenée par Khrouchtchev et Malenkov, accepte la proposition occidentale de reprise des négociations entre les quatre puissances sur les questions allemande et autrichienne. Une nouvelle session du CMAE s'ouvre à Berlin le 25 janvier 1954, quatre ans et demi après la clôture de la session précédente à Paris.
Américains et Soviétiques souhaitent malgré tout poursuivre le dialogue et s'accordent sur la tenue d'un sommet à Genève en juillet 1955 des quatre chefs d'État. Afin qu'il se déroule sous les meilleurs auspices, les discussions reprennent sur le traité d'État autrichien. Après des mois de négociations, une session du CMAE s'ouvre le 2 mai 1955 à Genève et se conclut par la signature du traité le 15 mai.
Le sommet des chefs d'État traduit une volonté de reprise de relations diplomatiques apaisées davantage qu'il ne se traduit par des résultats concrets. L'embellie sera de courte durée. Décidée lors de ce sommet, la session du CMAE qui se tient de nouveau à Genève en octobre et novembre 1955 ne débouche sur rien de concret.
| Conférence     | Ordre du jour | Date ouverture  | Date de fin      |
| -------------- | --- | --------------- | ---------------- |
| CMAE à Berlin  | Asie du Sud-Est : accord sur la convocation d'une conférence à Genève sur la Corée et l'Indochine ; Sécurité en Europe, Allemagne et Autriche : aucun accord. | 25 janvier 1954 | 18 février 1954  |
| CMAE à Genève  | Traité d'État autrichien : ultimes négociations et signature du traité.                                                                                       | 2 mai 1955      | 15 mai 1955      |
| CMAE à Genève, | Sécurité en Europe et unité de l'Allemagne : aucun accord ; Désarmement : aucun accord ; Développement des relations Est-Ouest : aucun accord.                | 27 octobre 1955 | 16 novembre 1955 |

### Sessions liées à la crise de Berlin et au règlement définitif de l'Allemagne
À partir de 1956, en Union soviétique, Khrouchtchev s'impose clairement comme l'homme fort du régime et s'engage dans une politique extérieure de défi à l'égard des États-Unis, dont la crise de Berlin ouverte en 1958 est avant la crise de Cuba la manifestation la plus spectaculaire. La division de l'Allemagne et l'instauration de la RFA et de la RDA ne mettent pas fin aux droits des « Quatre puissances » sur l'Allemagne et en particulier à Berlin qui reste divisée en zones et occupée. Pourtant, Khrouchtchev tente une manœuvre pour prendre le contrôle entier de Berlin. exige le départ des troupes occidentales dans les six mois et propose d'abroger le statut quadripartite de l'ancienne capitale du Reich, pour transformer Berlin en une « ville libre » démilitarisée, dotée d'un gouvernement propre garanti par les quatre puissances ex-occupantes, la RDA, la RFA, voire l'ONU. 
Après de nombreux échanges diplomatiques, les Soviétiques acceptent la proposition occidentale de tenue d'une CMAE, avec la participation de « Conseillers allemands » de l'une et l'autre République allemande, qui s'ouvre le 11 mai 1959 à Genève. Après vingt-cinq réunions plénières, la conférence est ajournée le 5 août, sans qu'un accord soit trouvé. Le mur de Berlin  est érigé en 1961, mais le statu quo concernant Berlin-Ouest ne s'en trouve pas modifié. 
Dix ans plus tard, la détente Est-Ouest s'installe et le chancelier allemand Willy Brandt mène son Ostpolitik qui conduit à une normalisation des relations entre la RFA et la RDA. C'est dans ce contexte favorable qu'ont lieu les longues négociations sur le règlement définitif de la situation de Berlin-Ouest. L'accord quadripartite est signé le 3 septembre 1971 au niveau des ambassadeurs, mais dont la ratification doit avoir lieu en CMAE. Il fait partie d'un « paquet » plus large qui inclut le traité de Moscou entre la RFA et l'URSS et le traité de Varsovie entre la Pologne et la RFA. La ratification de ces trois textes intervient simultanément le 3 juin 1972,. 
| Conférence               | Ordre du jour | Date ouverture | Date de fin       |
| ------------------------ | --- | -------------- | ----------------- |
| CMAE à Genève            | Aucun accord n'est trouvé sur les sujets à l'ordre du jour : * Traité de paix avec l'Allemagne ; * Questions spécifiques concernant Berlin. | 11 mai 1959    | 5 août 1959       |
| CMAE à Berlin            | Signature et entrée en vigueur immédiate de l'accord quadripartite sur Berlin                                                               | 3 juin 1972    | 3 juin 1972       |
| CMAE + RFA et RDA à Bonn | Négociation et signature du traité portant règlement définitif concernant l'Allemagne                                                       | 5 mai 1990     | 12 septembre 1990 |

Les diplomates et ministres des Affaires étrangères membres du CMAE vont se retrouver une dernière fois en 1990 pour mettre fin définitivement aux droits et responsabilités des Quatre Puissances relatifs à Berlin et à l'Allemagne dans son ensemble issus des accords de Potsdam,.